# رضبة قرمزية
رَضَبَة قِرْمِزِيَّة نوع من الرضبة. مهدها المكسيك. شمراخها يرتفع من ٥٠ إلى ٧٠ سم. ازهرارها عنقودي التجميع. بتلات أزهارها قرمزية اللون من الخارج صفراء من الداخل قطرها نحو ٢ سم. تنويرها صيفي.